# 지병문
지병문(池秉文, 1953년 10월 14일~)은 대한민국의 정치인이다. 제17대 국회의원, 제19대 전남대학교 총장을 역임했다. 본관은 충주.

## 학력
- 광주 수창국민학교
- 광주서중학교
- 광주제일고등학교
- 전남대학교 경제학 학사
- 미국 뉴욕주립대학교 스토니브룩 정치학 박사

## 경력
- 대통령 자문 정책기획위원회위원
- 한국정치학회 연구이사
- 호남정치학회 회장
- 미국 뉴욕주립대학교 교환교수
- 일본 쓰쿠바대학교 대학원 객원교수
- 전남대학교 아시아태평양지역연구소장
- 국회 교육위원회 간사, 법안소위 위원장
- 국회 남북평화통일특별위원회, 방송통신특별위원회, 정치관계법특별위원회 위원
- 대통합민주신당 국민경선위원회 집행위원장
- 제19대 전남대학교 총장

## 역대 선거 결과
|  | 46.22% |

|  | 31.44% |